# Widuchowa (gmina)
Pour les articles homonymes, voir Widuchowa.
Widuchowa est une gmina rurale du powiat de Gryfino, Poméranie occidentale, dans le nord-ouest de la Pologne, à la frontière avec l'Allemagne. Son siège est le village de Widuchowa, qui se situe environ 15 km au sud-ouest de Gryfino et 35 km au sud de la capitale régionale Szczecin.
La gmina couvre une superficie de 209,63 km2 pour une population de 5 542 habitants en 2016.

## Géographie
La gmina inclut les villages de Bolkowice, Czarnówko, Dębogóra, Kiełbice, Kłodowo, Krzywin, Krzywinek, Lubicz, Lubiczyn, Marwice, Ognica, Pacholęta, Pąkowo, Polesiny, Radoszki, Rynica, Tarnogórki, Widuchowa, Widuchówko, Wilcze, Żarczyn et Żelechowo.
La gmina borde les gminy de Banie, Chojna et Gryfino. Elle est également frontalière de l'Allemagne.